# Ogawa Tomoko
Ogawa Tomoko ( 小川誠子?; Fukui, 1º aprile 1951 – 15 novembre 2019) è stata una goista giapponese 7 dan professionista.

## Carriera
Allieva di Kitani Minoru dal 1941, nel 1965 ottenne la vittoria nel campionato femminile dilettanti.
Divenne professionista nel 1970. Nel 1974, 1978, 1979, 1986 e 1993 ottenne il premio per la migliore goista professionista.
Nel 1979 ha vinto il campionato femminile contro Chiju Kobayashi, titolo che ha difeso l'anno successivo contro Senju Kobayashi.
Nel 1986 ha vinto l'Honinbo femminile sconfiggendo Kusunoki Teruko; nelle tre edizioni successive ha sempre perso in finale contro la stessa Kusunoki.
Nel 1994 ha partecipato al tabellone principale della 20ª edizione del Tengen.
Nel 2008 ha ottenuto la 500ª vittoria in carriera, diventando la seconda donna a raggiungere questo traguardo.
Dal luglio 2010 al giugno 2012 è stata Presidente dell'assemblea dei giocatori della Nihon Ki-in; dalla fine del suo mandato fino al giugno 2018 ha servito come Direttore della Nihon Ki-in.
Dopo il suo decesso è stata promossa 7 dan.

## Palmarès
| Nazionali            | Nazionali      | Nazionali   |
| Torneo               | Vittorie       | Finalista   |
| -------------------- | -------------- | ----------- |
| Campionato femminile | 2 (1979, 1980) |             |
| Honinbo femminile    | 1 (1986)       | 3 (1987-89) |
| Kakusei femminile    | 1 (1987)       |             |